# Adine Masson
Françoise Adine Masson (fl. XIX-XX secolo) è stata una tennista francese.
Fu una grande tennista della fine del XIX secolo e dell'inizio del XX secolo.

## Biografia
Ha partecipato e vinto la prima edizione degli Internazionali di Francia, nel 1897 e ha ripetuto la vittoria anche nelle due edizioni successive.
Conquista altri due titoli nel 1902 e 1903 mentre nella finale del 1904 viene sconfitta da Kate Gillou.

## Finali del Grande Slam

### Vinte (5)
| Anno | Torneo                        | Avversario in finale | Punteggio     |
| 1897 | Internazionali di Francia     | Suzanne Girod        | 6-3, 6-1      |
| 1898 | Internazionali di Francia (2) |                      |               |
| 1899 | Internazionali di Francia (3) |                      |               |
| 1902 | Internazionali di Francia (4) | Suzanne Girod        |               |
| 1903 | Internazionali di Francia (5) | Kate Gillou Fenwick  | 6-0, 6-8, 6-0 |

### Perse (1)
| Anno | Torneo                    | Avversario in finale | Punteggio |
| 1904 | Internazionali di Francia | Kate Gillou          | 6-3, 6-1  |